# Phyllactis ornata
Phyllactis ornata is een zeeanemonensoort uit de familie Actiniidae.
Phyllactis ornata is voor het eerst wetenschappelijk beschreven door Verrill in 1869.